# Nassausmaragd
Nassausmaragd (Riccordia bracei) är en utdöd fågel i familjen kolibrier.

## Utbredning och systematik
Fågeln förekom tidigare på norra Bahamas men är idag utdöd. Sista rapporterade observationen gjordes 1877. Tidigare inkluderades den likaledes utdöda gouldsmaragden som en underart, men denna anses sedan 2023 oftast vara ett icke giltigt taxon.

### Släktestillhörighet
Arten placeras traditionellt i släktet Chlorostilbon, men genetiska studier visar att arterna i släktet inte står varandra närmast. Den har därför flyttats tillsammans med andra karibiska arter till släktet Riccordia.

## Namn
Fågelns vetenskapliga artnamn hedrar Lewis Jones Knight Brace (1852-1938), en amerikansk botaniker boende i Bahamas. På svenska har den även kallats bahamassmaragd.